# Stelling van Euclides
De stelling van Euclides is een wiskundige stelling en zegt dat er oneindig veel priemgetallen zijn. De stelling is naar de Griekse wiskundige Euclides genoemd, die de stelling in zijn werk Elementen in boek IX als propositie 20 noemt.
Het is een bewijs uit het ongerijmde
Stel dat het aantal priemgetallen eindig is, dus dat alleen de getallen {\displaystyle p_{0},p_{1},\dots ,p_{k}} een priemgetal zijn. Vermenigvuldig deze {\displaystyle k} priemgetallen met elkaar en tel er 1 bij op, zodat het product {\displaystyle n=p_{0}\cdot p_{1}\cdot \ldots \cdot p_{k}+1} ontstaat.
1. {\displaystyle n} is groter dan het grootste priemgetal in de rij {\displaystyle p_{0},p_{1},\dots ,p_{k}}, dus is het geen priemgetal.
2. {\displaystyle n} kan daarentegen door geen van de priemgetallen {\displaystyle p_{0},p_{1},\dots ,p_{k}} worden gedeeld, omdat {\displaystyle n\ {\text{mod}}\ p_{k}=1} voor alle {\displaystyle k}.